# 雷多

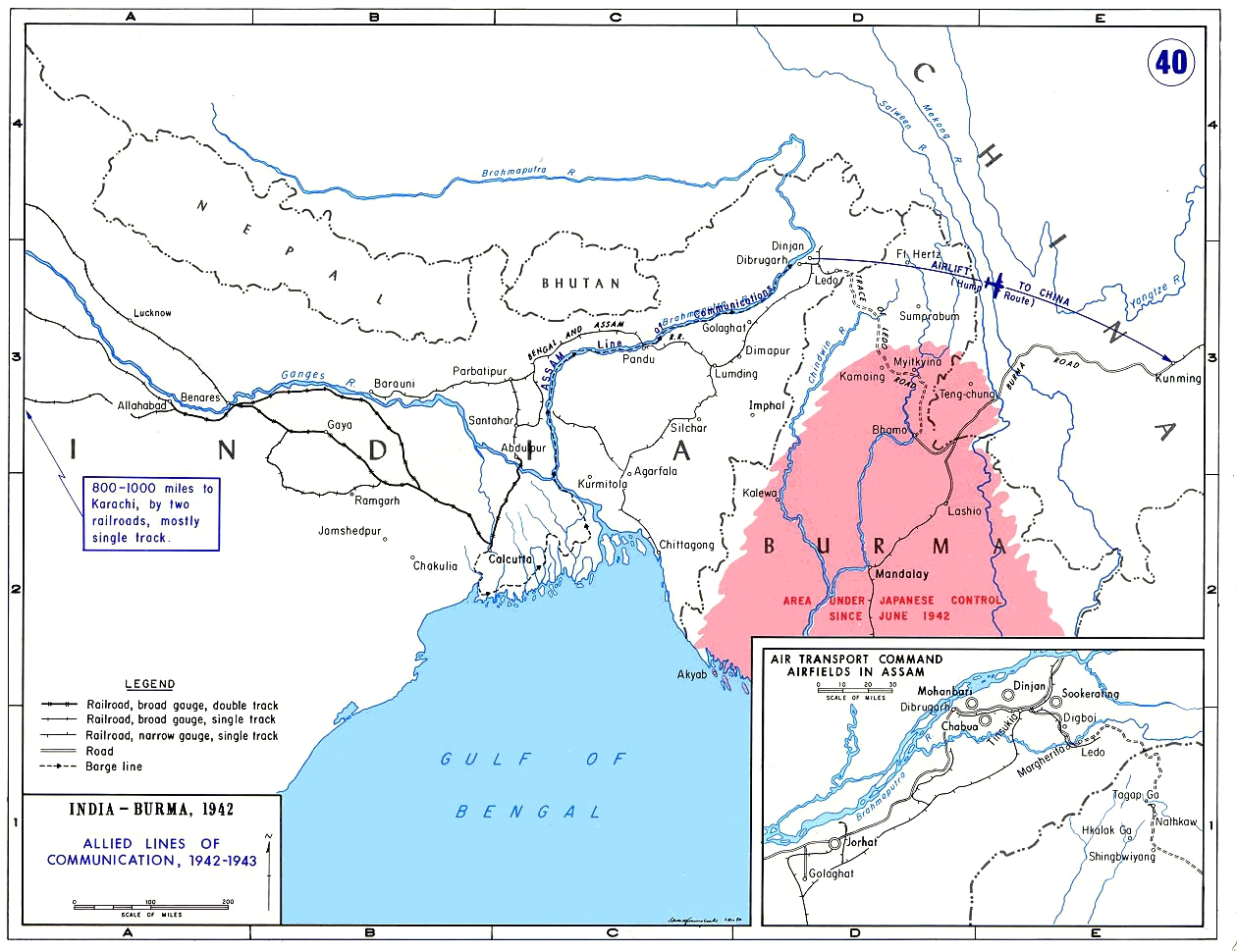
雷多地理位置

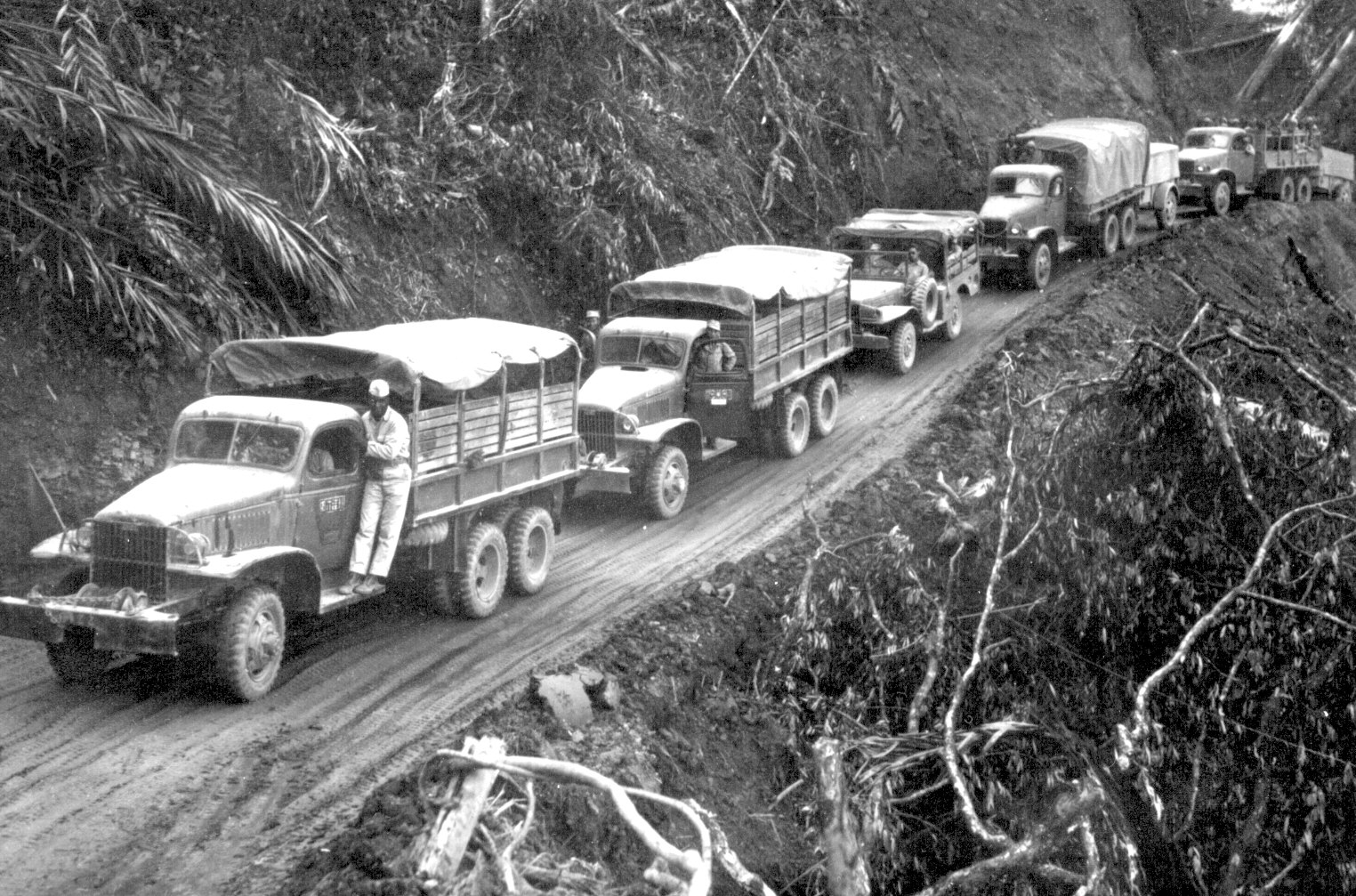
中印公路全线通车1945年1月

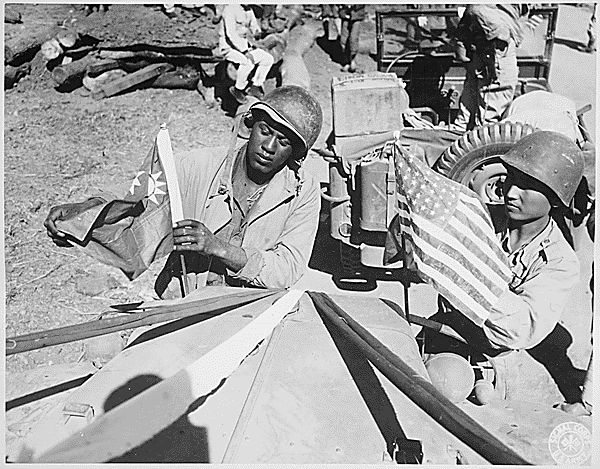
中美合作的产物

雷多（Ledo），又译利多、列多，印度東北部阿薩姆邦的一個小鎮，穿過鄰近的阿魯納恰爾邦長朗縣，即可進入緬甸北部原始叢林。
二戰期間是中緬印戰區（CBI）反攻緬甸日軍的軍事重鎮。這裡不僅通火車可到達印度內陸城市，還鄰近當時擔負駝峰航線的數個位於阿薩姆邦境內的機場。
1942年5月滇緬公路被日軍阻斷後，中華民國和美國工兵部隊從雷多修築從印度出發經緬甸到達中國雲南的中印公路（又稱雷多公路，英文 ：Stilwell Road）。
另外，雷多也是當時中國遠征軍的驻扎軍營，戰時醫院和轉運倉庫的所在地。 1943年10月下旬，雨季停止，在雷多的新22師和新38師主力乘車到達胡康河谷邊緣，緬北反攻戰正式開始。經過血戰，1944年4月份新22師、新38師、第30師、第50師與美軍聯合圍攻下了密支那。 1944年12月15日新一軍攻克了八莫，1945年1月15日攻克南坎，並繼續前進，於1月27日畹町附近的芒友與雲南西進的中國遠征軍會師。 
1月28日中印公路通車典禮在云南畹町舉行。
雷多附近的Margherita和Lekhapani有 中國遠征軍的雷多墓园。